# Maa el-Ainin
Mohamad Mustafá ben Mohamad Fadel Maa al-'Aynayn ash-Shanguiti ou Mohammed Mustafá Ould Sheikh Mohamad Fadel, mais conhecido pelo cognome abreviado Maa el Ainin, Ma al-'Aynayn ou  Mel-Aynin (Ualata, 10 de fevereiro de 1831 — Tiznit, 23 de outubro de 1910 foi um xeque e líder político saaraui que combateu contra o colonialismo francês, natural do que é atualmente o sudeste da Mauritânia. Foi o 12º filho dos 48 filhos de Mohammed al-Fadhil de Hodh, fundador da Faddiliya, uma tariqa (confraria sufista) Qadiriyya. Era irmão do xeque Saadbuh e foi pai de Ahmed al-Hiba e Merebbi Rebbu, que o sucederam como líderes da resistência ao colonialismo.
A alcunha Maa el Ainin, recebida quando era criança, significa "água dos dois olhos" ou "frescura do olhar" em árabe, cuja origem é incerta, mas que alguns vêm como uma referência ao xeque Qadiriyya Sidi Ahmed el Bekkay, que imigrou para a região de Ualata, estabelecendo-se no oásis de Tindouf (atualmente na Argélia).[carece de fontes?]

## Biografia
Deixou os pais muito cedo; aos 16 anos esteve em Marraquexe para estudar e em 1858 fez a sua primeira peregrinação a Meca. Em 1859, Maa el Ainin, filho e aluno de um marabuto famoso, tornou-se conhecido como um grande académico muçulmano. Fundou a sua própria tariqa, a `Ayniyya, que pouco diferia da Faddiliya nos princípios básicos e que tinha uma perspetiva conservadora e eclética. O seu acampamento nómada atraiu muitos estudantes de leis islâmicas. Em 1887 foi nomeado caide de Tindouf pelo sultão de Marrocos Hassan I.[carece de fontes?]
Em 1898, Maa el Ainin começou a construir um ribat em Smara (no interior norte do que é atualmente o Sara Ocidental), que até então era penas um simples ponto de passagem e cruzamento de rotas de caravanas, onde estas se abasteciam de água. O objetivo do ribat era servir de base para atacar as forças coloniais europeias, particularmente as francesas. O sultão marroquino Abdel Aziz apoiou a construção do ribat, enviando artesãos e materiais, além de financiamento e armas e de o nomear caide. Em contrapartida, Maa el Ainin reconheceu a soberania do sultão marroquino sobre o Sara Ocidental e Mauritânia. Maa el Ainin apoderou-se do entreposto de Donald MacKenzie no cabo Juby ainda em 1898 e em 1902 instalou-se no ribat e fundou, entre outras coisas, uma biblioteca islâmica.[carece de fontes?]
Cada vez mais incomodado com a penetração ocidental na região, que ele via como uma intrusão por potências estrangeiras hostis e como um assalto cristão ao Islão, Maa el Ainin começou a incitar à resistência.[carece de fontes?]
As tribos saarauis locais realizaram raides gazi contra as tropas estrangeiras, mas os franceses reagiram eficazmente e fora-se aproximando de Smara, derrotando os líderes locais um a seguir ao outro. Em 1904  lançou um apelo à guerra santa contra os colonizadores.  Em 1905, enviou um dos seus filhos ao Adrar mauritano para ali liderar a resistência contra os franceses; possivelmente este filho de el Ainin terá sido o responsável pelo assassinato em Tidjikja de Xavier Coppolani, o comissário francês na Mauritânia, em 12 de maio de 1905. A morte de Coppolani transtornou os avanços franceses, mas estes não pararam. Em 1907, Henri Gouraud, que tinha acabado de esmagar uma rebelião no Sudão Francês (atual Mali), foi nomeado comissário e retomou a ofensiva.[carece de fontes?]
Maa el Ainin encontrou-se então com o sultão para obter armas e decidiu aliar-se a Mulei Abdal Hafide, irmão de Abdalazize e oponente mais tenaz dos franceses. Contudo, nos combates em 1908 e 1909 Gouraud ganhou vantagem, o que obrigou el Ainin a abandonar Smara (cuja construção ainda não tinha terminado) e a instalar-se em Tiznit (no sul de Marrocos), onde se proclamou a si próprio Mádi. Em de junho de 1910, o general Moinier derrotou um exército de 6 000 marroquinos e outros rebeldes desde o Adrar até Tadla, o que põe termo às ambições de Maa el Ainin. Este morre quatro meses depois em Tiznit.[carece de fontes?]
Camille Douls, um explorador francês do Sara e do Norte de África, foi o primeiro ocidental a encontra-se com ele e a descrevê-lo, no decurso da sua viagem ao Sara Ocidental em 1887.

## Legado
O túmulo de Maa el Ainin em Tiznit é um local de peregrinação. Jean-Marie Le Clézio prestou-lhe homenagem no seu romance Deserto, publicado originalmente em 1980.